# Ingo Molnar
Ingo Molnár (...) è un programmatore e hacker ungherese.

## Biografia
Attualmente impiegato presso la Red Hat, è un hacker del kernel Linux. Egli è noto soprattutto per i suoi contributi nel campo della sicurezza e delle prestazioni. Alcuni dei suoi sviluppi nel kernel Linux includono lo scheduler O(1) e lo scheduler CFS nel kernel della serie 2.6.x, il server HTTP / FTP TUX, così come le modifiche per migliorare la gestione dei thread. Ha anche scritto una funzionalità per la sicurezza chiamata "Exec Shield", che previene gli attacchi di tipo buffer overflow basati sullo stack per le architetture x86 disabilitando i permessi di esecuzione per lo stack. Uno dei suoi progetti recenti lo vede coinvolto in una patch per la preemption sistema real-time, che punta a portare le latenze dello scheduling hard-realtime (50–60 microsecondi di tempo di esecuzione nel caso peggiore) nel kernel Linux. Ha lavorato al Completely Fair Scheduler (CFS), uno scheduler O(log n) che è stato incluso nel kernel 2.6.23 e successivi.
Nel gennaio 2022 ha inoltrato una RFC su un insieme di circa 2300 patch che hanno lo scopo di migliorare del 50-80% i tempi di compilazione del kernel e contemporaneamente di ridurre notevolmente i problemi creati dalla gerarchia dei file di include, il cosiddetto "dependancy hell". 